# Plus (banda)
Plus fue una banda argentina de heavy metal y hard rock que comenzó a tocar en 1975 y debutó discográficamente en 1976 con el LP "No Pisar el Infinito". Ocupa un lugar destacado en la historia del rock en español, fue una de las primeras bandas de heavy metal cantado en este idioma.

## Historia
Luego de la disolución del grupo Escarcha (1971-1975) tras la salida de su cantante, los restantes integrantes Julio Saez, Hugo Racca y Horacio D'Arias invitan a su amigo Saúl Blanch con quien ya habían tocado antes a conformar un nuevo grupo.  El cuarteto surgió en un momento convulso en la Argentina, poco antes del golpe de Estado, por el cual el país caería en manos de la dictadura, y casi no había propuestas locales dentro de su estilo. La aparición de su disco debut No Pisar el Infinito, con el tema puntero "Noches de Rock and Roll", en la línea de Led Zeppelin, Deep Purple y otros grandes grupos internacionales de la época, representó una alternativa roquera en una escena que abundaba en grupos de fusión (jazz rock, progresivo, híbridos de tango y rock, etc.) y nostalgia hippie, y se encontraba deprimida por la censura y el exilio de algunos de sus principales representantes. En aquel momento, salvo El Reloj o Vox Dei, prácticamente no había otra banda semejante en actividad a nivel local.
Gracias al boca en boca y las exitosas presentaciones en vivo, lograron un contrato con la RCA para el segundo disco, que se tituló simplemente Plus pero fue rebautizado como Melancólica Muchacha por los fanes a causa de la canción de once minutos así llamada que contenía. Participaron como invitados en la grabación Celeste Carballo en coros y el violinista Fernando Suárez Paz, del quinteto de Astor Piazzolla.
Sin embargo, este segundo intento no resultó tan efectivo o roquero, y el suceso de la banda decayó. Realizaron una sonada gira por Sudamérica que tuvo su cenit en Colombia, pero para cuando tuvieron a tiro un nuevo contrato discográfico con el sello Tonodisc, para el álbum Escuela de Rock 'n' Roll, de 1981, las diferencias internas resultaron insostenibles y el guitarrista Julio Sáez fue reemplazado y emigró para encarar otros proyectos. Se integra a la banda Leon Vanella un guitarrista de blues quien graba Escuela de Rock 'n' Roll. La banda no tardó en disolverse, hacia 1982.
Sáez, el bajista Hugo Racca y el baterista Cacho D'arias se integraron más tarde al efímero conjunto Dr. Silva del tenista Guillermo Vilas, que admiraba el sonido de Plus. Aunque, de todos los integrantes, el que realmente obtuvo posterior notoriedad fue Saúl Blanch, que se convirtió en el cantante con el que Rata Blanca grabó su primer disco homónimo, de 1988. 
Hugo Racca falleció en 1998, mientras que Julio Sáez se convirtió, tras la separación de Patricio Rey y sus Redonditos de Ricota, en mánager y guitarrista del Indio Solari

## Integrantes
- Cacho D'Arías - batería (1975 - 1982)
- Hugo Racca - bajo, coros  (1975 - 1982)
- Julio Sáez - guitarra, coros  (1975 - 1980)
- Saúl Blanch - voz    (1975 - 1982)
- Leon Vanella - guitarra  (1981 - 1982)

## Discografía
- Mil Opciones / Hoy te Preguntarás, sencillo (1976)
- No Pisar el Infinito (1976)
- Plus (Melancólica Muchacha) (1978)
- Escuela de Rock 'n' Roll (1981)